# Trematosphaeriopsis parmeliana
Trematosphaeriopsis parmeliana — вид грибів, що належить до монотипового роду  Trematosphaeriopsis.